# Décider ensemble
Décider ensemble est un think tank (laboratoire d'idées) fondé en 2005, à l’initiative de Serge Lepeltier, alors ministre de l'Écologie et du Développement durable, et de Bertrand Pancher visant à « diffuser une culture de la participation »,.

## Présentation
Décider ensemble a pour but de rassembler les acteurs de la société française (élus, entreprises, associations, citoyens) afin de construire avec eux une culture de la décision partagée et du débat public. Pour cela, l’association organise des événements (débats, rencontres, ateliers) et réalise des études sur les thématiques de participation, de concertation et de dialogue entre parties prenantes. 
Elle est présidée par le député de la Meuse, Bertrand Pancher, et vice-présidée par la députée du Loiret, Caroline Janvier. La gouvernance s’appuie sur un bureau et sur un conseil scientifique. 
La mission de Décider ensemble est de mettre en relation les acteurs publics pour développer plus de mécanismes de participation. Cela passe par l’animation d’un Club des élus locaux qui rassemblent les responsables politiques chargés de la démocratie participative au sein des collectivités locales.

## Actions
Les Rencontres européennes de la participation
L’association organise depuis 2017 les Rencontres de la participation, devenues en 2021 les Rencontres européennes de la participation. Elles sont un rendez-vous annuel des professionnels et praticiens non-professionnels de la participation autour de débats, d’ateliers et de partages d’expériences. La cinquième édition s’est tenue en septembre à Amiens, sur le thème « Imaginer ensemble la démocratie de demain ». Un appel en ce sens a été lancé à l’attention des candidats aux élections présidentielles et législatives de 2022,.
Les Trophées de la participation et de la concertation
Lors de ces Trophées co-organisés avec La Gazette des communes, Décider ensemble récompense et valorise des démarches participatives innovantes mises en place par les associations, collectifs citoyens, collectivités, administrations ou entreprises en France. La cérémonie de remise des Trophées de la participation et de la concertation édition 2019 a eu lieu à l'Hôtel de Lassay en présence de Richard Ferrand, Président de l'Assemblée nationale. Le jury était co-présidé par Chantal Jouanno, ancienne ministre et présidente de la Commission nationale du débat public, et Bruno Cavagne, président de la Fédération nationale des travaux publics

## Travaux de recherche
Décider ensemble réalise des travaux de recherche, des notes de cadrage et des études, notamment dans le cadre de son Observatoire des civic tech et de la démocratie numérique. 
Parmi ces études, on trouve par exemple les travaux suivants : 
« Revue des initiatives de consultation citoyenne au temps du Covid-19 », 
Civic tech et grand débat : la consécration de la démocratie numérique ? », 
« Quand la participation citoyenne s’appuie sur les logiciels libres et open source ».